# LOVE SONG 〜moonlit Waikiki〜 feat. Herb Ohta, Jr./似たもの父娘
『LOVE SONG 〜moonlit Waikiki〜 feat. Herb Ohta, Jr./似たもの父娘』（ラブソング ムーンライト・ワイキキ・フィーチャリング・ハーブ・オオタ／にたものおやこ）はKUのシングル。2024年11月13日、B ZONEから発売された。

## 内容
「LOVE SONG 〜moonlit Waikiki〜 feat. Herb Ohta, Jr.」は2017年に発売されたミニ・アルバム「Which KU do you like?」収録曲をHarb Ohta Jr.とのデュエットでリメイク。
「似たもの父娘」は実父の吉幾三とデュエットした新曲。

## シングル収録曲
全曲　作詞・作曲：吉幾三
1. LOVE SONG ～moonlit Waikiki～ feat. Herb Ohta, Jr.
英訳：Albert Ajimura
2. 似たもの父娘
本作を制作した吉は「ラテンっぽくて歌詞がメチャクチャおかしいんです。皆さん、歌詞だけ聴いていただければ」と、コメントしている[1][2]。
3. LOVE SONG ～moonlit Waikiki～ Herb Ohta, Jr. ukulele ver.
4. 似たもの父娘（カラオケ）
5. YUKIGUNI（ボーナストラック）
英訳：Albert Ajimura